# Beit Șemeș
Beit Șemeș (Beit Shemesh) este un oraș în Israel, situat la 30 km distanțǎ de Ierusalim.
1. ↑  „Ultra-Orthodox retake Beit Shemesh, former Haifa mayor Yona Yahav returns to office”. www.timesofisrael.com (în engleză). Accesat în 13 aprilie 2024.